# Илия Младенов
Илия Иванов Младенов е български революционер, деец на Вътрешната македоно-одринска революционна организация.

## Биография
Илия Пеев е роден в 1881 година в неврокопското село Скребатно, тогава в Османската империя, днес в България. Присъединява се към ВМОРО и в 1903 година става четник в четата на войводата Стоян Мълчанков, с която участва в Илинденско-Преображенското въстание. Участва в сраженията в местността Арамибунар, Пирин планина, Разложкото поле. Съпровожда бежанците от селата Обидим и Кремен и се сражава в Рила срещу Рилския манастир.
Участва в Първата световна война.
На 22 февруари 1943 година, като жител на Скребатно, подава молба за българска народна пенсия, която е одобрена и пенсията е отпусната от Министерския съвет на Царство България.